# Чечоткін Микола Олександрович
Микола Олександрович Чечоткін (нар. 29 листопада 1965 року у місті Івано-Франківськ) — голова Державної служби України з надзвичайних ситуацій (ДСНС) (з 14 травня 2015 року по 10 листопада 2021 року).

## Освіта
1988 р. — закінчив Київське вище танкове інженерне училище ім. І. Якубовського.
2008 р. — закінчив Національну академію державного управління при Президентові України, отримавши диплом магістра державного управління.

## Кар'єра
Після закінчення училища займав посаду командира роти курсантів батальйону курсантів (першого рівня навчання) у цьому ж навчальному закладі. За два роки став начальником курсу (курсантів) автомобільного факультету Київського факультету Сухопутних військ.
У 1998 році працював викладачем кафедри автомобільної техніки автомобільного факультету КІСВ. Згодом отримав посаду начальника автомобільної служби 1 Загону забезпечення МНС України, після чого став начальником групи (координації дій) відділу підготовки даних 1-го загону забезпечення МНС України.
З 2002-го працював у відділі координації застосування сил управління моніторингу та координації застосування сил Департаменту сил МНС України, відділі моніторингу та координації застосування сил Департаменту оперативно-рятувальної служби цивільного захисту МНС України, а також у відділі оперативного реагування на надзвичайні ситуації Департаменту цивільного захисту населення і територій МНС України.
З 2006 року займав керівні посади в центральному апараті Міністерства з надзвичайних ситуацій України та Державної служби України з надзвичайних ситуацій.
З липня 2014 року займав посаду директора Департаменту організації заходів цивільного захисту ДСНС України.
14 травня 2015 року розпорядженням Кабінету Міністрів України № 469-р призначений головою Державної служби України з надзвичайних ситуацій.
10 листопада 2021 року звільнений з посади голови Державної служби України з надзвичайних ситуацій.

## Спеціальні звання
- Генерал-майор служби цивільного захисту (з 26 серпня 2015)[4].

- Генерал-лейтенант служби цивільного захисту (з 23 серпня 2017)[5].

- Генерал-полковник служби цивільного захисту (з 23 серпня 2020)[6].

## Нагороди
Нагороджений відзнакою МНС України «За відвагу в надзвичайній ситуації» II ступеня (2004), Почесною відзнакою МНС України (2008).
Відповідно до рішення Слов'янської міської ради від 22.08.2019 № 6-LXVIII-7 Миколі Чечоткіну було присвоєно звання «Почесний громадянин міста Слов'янська» за особистий вагомий внесок, безпосередню координацію та виконанню заходів по розмінуванню території міста Слов'янська, вивезення і знешкодження вибухонебезпечних предметів, відновлення нормальних умов життєдіяльності населення, відновлення у найкоротші терміни енерго та водопостачання Слов'янська і налагодження мирного життя мешканців важливих соціальних об'єктів та об'єктів життєзабезпечення міста у липні 2014 року, вирішення питань соціального захисту дітей та внутрішньо переміщених осіб.